# 溫納貝戈縣 (愛阿華州)
溫納貝戈县（英語：Winnebago County）是位於美國愛荷華州北部的一個縣，北鄰明尼蘇達州。面積1,040平方公里。根據美國2000年人口普查估計，共有人口11,723人。縣治森林城市（Forest City）。
成立於1847年2月20日，縣政府成立於1857年11月1日。縣名來自溫納貝戈人。